# Phalanger
Phalanger és un gènere de pòssums. És un dels quatre gèneres les espècies dels quals s'anomenen vulgarment cuscussos.
- Gènere Phalanger
  - Phalanger alexandrae
  - Cuscús de muntanya, Phalanger carmelitae
  - Cuscús terrestre de les illes Aru, Phalanger gymnotis
  - Cuscús comú oriental, Phalanger intercastellanus
  - Cuscús de l'illa Woodlark, Phalanger lullulae
  - Phalanger matabiru
  - Cuscús de Telefomin, Phalanger matanim
  - Cuscús comú meridional, Phalanger mimicus
  - Cuscús comú septentrional, Phalanger orientalis
  - Cuscús de les Moluques, Phalanger ornatus
  - Cuscús de Rothschild, Phalanger rothschildi
  - Cuscús sedós, Phalanger sericeus
  - Cuscús de Stein, Phalanger vestitus